# House
House – gatunek elektronicznej muzyki tanecznej (klubowej) powstały w połowie lat 80. XX wieku, a dokładniej na przełomie 1985 i 1986 roku w Chicago.

## Pochodzenie
Gatunek wywodzi się głównie z muzyki disco lat 70. oraz w mniejszym stopniu euro disco, italo disco, electro, soul, dub, synth pop, rap, jazz, groove i muzyce funk. Określenie tej odmiany muzyki pochodzi od nazwy klubu Warehouse. Do powstania tego gatunku przyczyniło się też stosowanie w muzyce lat 70. XX wieku techniki samplingu.

## Definicja
Muzyka house charakteryzuje się tanecznym rytmem, śpiewanymi wstawkami i linią melodyczną opartą na brzmieniu instrumentarium muzyki poważnej, np. skrzypiec, fortepianu, gitary. Wśród remiksów istnieją wersje „dub”, które charakteryzują się wysuniętą na pierwszy plan linią basową.

## Historia
House ma swe początki w latach 70. To właśnie w tych czasach w Stanach Zjednoczonych, w miastach takich jak Nowy Jork czy Chicago, zaczęto grać muzykę disco. Były to początki miksowania i zwiększenia roli prezenterów. 

### Początki
Gatunek disco po pewnym czasie zaczął przeżywać kryzys związany z coraz większą komercjalizacją i znudzeniem słuchaczy tymi samymi motywami. Często dochodziło do publicznego niszczenia nagrań, jak na przykład słynne publiczne spalenie 100 tys. płyt na stadionie w Chicago. Powstawała scena podziemna disco – underground disco, gdzie muzyka była ostrzejsza i bardziej energetyczna niż mainstreamowe disco.
U schyłku lat 70. powstały pierwsze kluby zaspokajające zapotrzebowanie na taneczną muzykę: Warehouse, Muzic Box.

### Frankie Knuckles
Przełomem dającym początek muzyce house były eksperymenty i innowacje wnoszone do gatunków muzycznych takich jak underground disco, funk, soul a także klasycznego brzmienia filadelfijskiego. Pierwsze brzmienie zaczątków muzyki house można było usłyszeć w klubie Warehouse w Chicago, gdzie rezydentem 1977–1983 był DJ Frankie Knuckles. Dla bywalców klubu serwował mieszankę powyższych gatunków wzbogacaną i modyfikowaną o nowe brzmienia. Nie mogąc zdobyć nowych, świeżych nagrań z muzyką taneczną postanowił tworzyć własne utwory wykorzystując do tego posiadane, osłuchane już nagrania disco. Uzbrojony w żyletkę i magnetofon szpulowy przerabiał stare kawałki, wycinał części zbędne, wydłużał partie taneczne, z których wycinał różne fragmenty, zmieniał tempo i wstawiał nowe elementy oraz dodawał instrumenty i brzmienia perkusyjne w celu wzmocnienia beatu.

### Rozwój gatunku
Śladami Knucklesa poszli Jesse Saunders, Farley Jackmaster Funk oraz Ron Hardy (z klubu „Muzic Box”). Właśnie Jesse Saunders i Farley Jackmaster Funk chcąc jeszcze udoskonalić nowo powstały gatunek zastąpili elementy perkusyjne beatem 4/4 z automatu perkusyjnego o wysokim tempie około 120 do 130 bpm. Wczesny house z Chicago określano czasem mianem Hi-NRG właśnie z powodu jego żywiołowości.
W Nowym Jorku w tym czasie działał odpowiednik chicagowskiego Warehouse, klub Paradise Garage, w którym za deckami stanął Larry Levan (odrzuciwszy wcześniej propozycję rezydentury w Warehouse z powodu niechęci do przeprowadzek). Od samego początku nurtu house muzyka grana w Paradise Garage różniła się nieco tempem. Często można też było w niej usłyszeć wpływy R'n'B czy soulowe, zwłaszcza wokal.
Nieco później Frankie Knuckles otworzył własny klub Power Plant. Knuckles odkrył też kolejne urządzenie – automat Roland TR-909, który zakupił od Derricka Maya (jeden z pionierów techno i częsty bywalec klubów w Chicago). Powszechnie zaczęto stosować syntezatory Rolanda (między innymi wspomniany TR-909) do produkcji zarówno nowych, jak i do przerabiania starszych utworów, a tę muzykę, często różniącą się od disco głównie brzmieniem, zaczęto nazywać house. 
Prawdziwa eksplozja popularności nastąpiła, gdy Farley otrzymał czas antenowy w radiu WBMX. Wraz z Mickeyem Oliverem, Ralphem Rosario, Mario Diazem, Julianem Perezem i Steve'em Hurleyem (znani jako Hot Mix 5) grał swoje sety codziennie po północy.

### House na świecie
Niedługo potem house zaczął wychodzić poza granicę USA.
W roku 1986 w Wielkiej Brytanii pojawiła się kolejna postać na scenie house'u, która zrewolucjonizowała ten gatunek. Mowa tutaj o Marshallu Jeffersonie, który jako pierwszy wprowadził elementy pianina do house'owego utworu. Wraz z grupą Phuture (Spanky, Herbie i DJ Pierre) stworzył podgatunek tej muzyki – acid house, który odróżniał się głównie dzięki kolejnej modyfikacji – użyciu syntezatora TB-303, który domyślnie przeznaczony był dla gitarzystów. Po raz pierwszy uczynili to oficjalnie w utworze „Acid Trax”.
Słynny utwór Marshalla „Move Your Body”, często gościł na antenie pirackich rozgłośni radiowych w Londynie. Także to nagranie było uznawane za hymn muzyki house i było grane w kilku londyńskich klubach, m.in. w „Delirium”.
W połowie lat 80. wraz z propagacją muzyki house powstały pierwsze wytwórnie zajmujące się głównie tym gatunkiem: DJ International i Trax (obie z Chicago).
Trax, należące do Larrego Shermana, skupiło się na eksperymentalnych numerach i wydawało różnorodne brzmienia house'owe np. pierwszy wydanie „Wanna Dance” Jesse'ego Saundersa; natomiast DJ International wydawało brzmienia house'owe czysto związane z disco. Niejako obie wytwórnie przyczyniły się mocno do promocji house'u poprzez organizowanie imprez objazdowych oraz wydawanie składanek płytowych jak np. seria „Jack Trax”. Wytwórnie oprócz działania na rynku lokalnym starały się promować nową muzykę w Europie, szczególnie w Wielkiej Brytanii.
Pierwszym oficjalnym hitem w Anglii stał się „Love Can't Turn Around” nagrany przez Farley Jackmaster Funk. To nagranie było coverem starej piosenki Isaaca Hayesa. We wrześniu 1986 ten utwór osiągnął 10 pozycję. Cztery miesiące później, kolejny hit muzyki house „Jack Your Body” JM Silka dotarł do miejsca pierwszego na listach przebojów w Wielkiej Brytanii.

### Nowe brzmienia
Wkrótce pojawiały się kolejne brzmienia, które były związane z poszukiwaniem nowych rozwiązań i coraz większą chęcią wdrożenia nowego gatunku do współczesnego świata. Armand van Helden spróbował wymieszać jungle'owy bas z house'owym beatem, potem dorzucić trochę wokali i przyspieszyć tempo w ślad za producentami z Wielkiej Brytanii. Tak powstałą muzykę zaczęto określać mianem garage. Nazwa podgatunku wywodzącego się z New Jersey pochodzi od nowojorskiego klubu Paradise Garage, gdzie grany house był mocno zbliżony do późniejszego garage. Pierwsze oficjalnie produkcje czysto garage'owe powstały już po jego zamknięciu. Prawdopodobnie pierwszym nagraniem garage'owym była płyta Todda Terry’ego Touch Me Baby. Do bogatego zbioru utworów należał np. „You Don't Know” „Serious Intention” czy „Off the Wall” Paula Scotta. Powstały też liczne wytwórnie w New Jersey oraz w Nowym Jorku zajmujące się promowaniem tego podgatunku house'u. 
W 1987 roku rozpoczął się napływ twórców house'u do Nowego Jorku, między innymi DJ Pierre z Chicago i Mark Kinchen z Detroit, którzy razem z lokalnymi muzykami (Roger Sanchez, Todd Terry,...) stworzyli silną scenę.
W całych Stanach Zjednoczonych muzyka house odnosiła sukcesy. W Wielkiej Brytanii mimo wczesnych początków, dalej była rzadko spotykana w klubach. Dopiero na Balearach, a dokładnie na Ibizie, gdzie od lata 1988 brzmienia z USA odnalazły rzeszę zwolenników. Wplatane w sety przez np. Alfredo Fiorillo czy DJ-a Ku numery house'owe odniosły wielki sukces z pomocą zabawowej atmosfery wspomaganej przez ecstasy. Wśród ludzi odwiedzających Ibizę znalazł się w pewnym czasie sam Paul Oakenfold, nieznany wtedy szerszej publiczności. Tutaj podchwycił amerykańskie brzmienia i postanowił je wypromować w swoim kraju. Z trudnościami zorganizował kilka cyklicznych imprez np. „The Future” czy „Spectrum”, które przyciągały nie tylko stałych bywalców klubów na Balearach, ale i nieznających jeszcze nowych brzmień klubowiczów. Powoli house ogarniał Anglię. Zaczęli go grać Mr C, Eddie Richards czy Kid Batchelor. Informacje o nowym gatunku pojawiły się w prasie. W halach fabrycznych zaczęto organizować także, bez zezwolenia, liczne imprezy, skupiające fanów muzyki house.
Oprócz sceny angielskiej muzyki house mocno wykształciły się również scena francuska oraz niemiecka z charakterystycznymi dla nich brzmieniami.

## Wpływ na powstanie innych gatunków
Muzyka house miała duży wpływ na powstanie niektórych gatunków muzyki elektronicznej i elektronicznej muzyki tanecznej (klubowej) m.in. trance, eurodance, UK garage, moombahton oraz techno.